# Алеко-Константиново
Але́ко-Константи́ново (болг. Алеко Константиново) — село в Пазарджицькій області Болгарії. Входить до складу общини Пазарджик.

## Населення
За даними перепису населення 2011 року у селі проживали 2714 осіб.
Національний склад населення села:
| Національність   | Кількість осіб | Відсоток |
| ---------------- | -------------- | -------- |
| болгари          | 1542           | 57,8%    |
| турки            | 733            | 27,5%    |
| роми             | 343            | 12,9%    |
| інша             | 5              | 0,2%     |
| не визначились   | 45             | 1,7%     |
| Всього відповіли | 2668           |          |

Розподіл населення за віком у 2011 році:
Динаміка населення: